# Makrofag
Makrofagi su vrsta leukocitnih stanica čovjekova tijela (i životinjskog), koja je mikroskopski veća od neutrofilnih leukocita i čija je osnovna zadaća čišćenje organizma od otpadnih tvari i borba protiv stranih tvari (antigena). Nastaju od monocita krvi, koji pak nastaju u koštanoj srži i karakterističnih su morfoloških obilježja. Makrofagi su, nažalost, zaslužni za antrakozu i azbestozu, jer oni se kemotačtički gibaju prema upalnim interleukinima (npr. IL-1) i područjima upale i "jedu" (grč. fagein>fag - jesti) strane čestice, pa nastaje plućna antrakoza (ne uspjevaju razgraditi sadržaj). Nažalost, sudjeluju i u procesu ateroskleroze ("pjenušave stanice"). Nalaze se kao sastavni dio u mnogim organima.

## Makrofagi u ljudskom tijelu
Pripadaju mononuklearnom fagocitnom sustavu.
Makrofagi su sastavni dio staničja središnjeg živčanog sustava gdje se nazivaju mikroglija, zatim u jetri Kupferove stanice, u koži se zovu histiociti te su dio monocito-makrofagnog sustava

## Funkcija makrofaga
Fagocitoza - "jedenje" stranih tvari. Ovim procesom se može pojesti cijela bakterija npr. Legionella pneumophila.
Pinocitoza - "pijenje" vode, sprema se u endosome.
Regulacija cijeljenja - sastavni dio rane pacijenta
Regulacija upale - putem interleukina (npr. IL-1, IL-2, TNF-alfa normalno luče)
Baktericidno djelovanje - mogu pojesti bakteriju i onesposobiti je. Nažalost, HIV virus izabire makrofage (uz CD4 + limfocite) kao svoje domaćine i unutar njih se razmnožava, a da im oni sami ne mogu ništa. Smatra se da će pametni lijekovi sutrašnjice moći suzbiti taj virus, zasad samo HAART terapija donekle uspjeva.
Imunosna uloga - sastoji se da prihvati antigen, modificira ga i prezentira limfocitima (CD8 +)

## Endokrina, parakrina i egzokrina uloga
Makrofagi luče aktivator plazminogena, važan u sustavu zgrušavanja krvi; luče serinske protaze i druge enzime, razne interleukine i tumor nekrozni fakrot alfu (TNF-alfa).
Također luči i čimbenike koji aktiviraju neke procese, npr. proces stvaranja trombocita lučenjem PDGF (eng. plateled derived growth factor), luči čimenik rasta GF (eng. growth factor) i NO (dušikov monoksid), koji je važan za mnoge procese u ljudskom organizmu.